# Pierre Brébiette

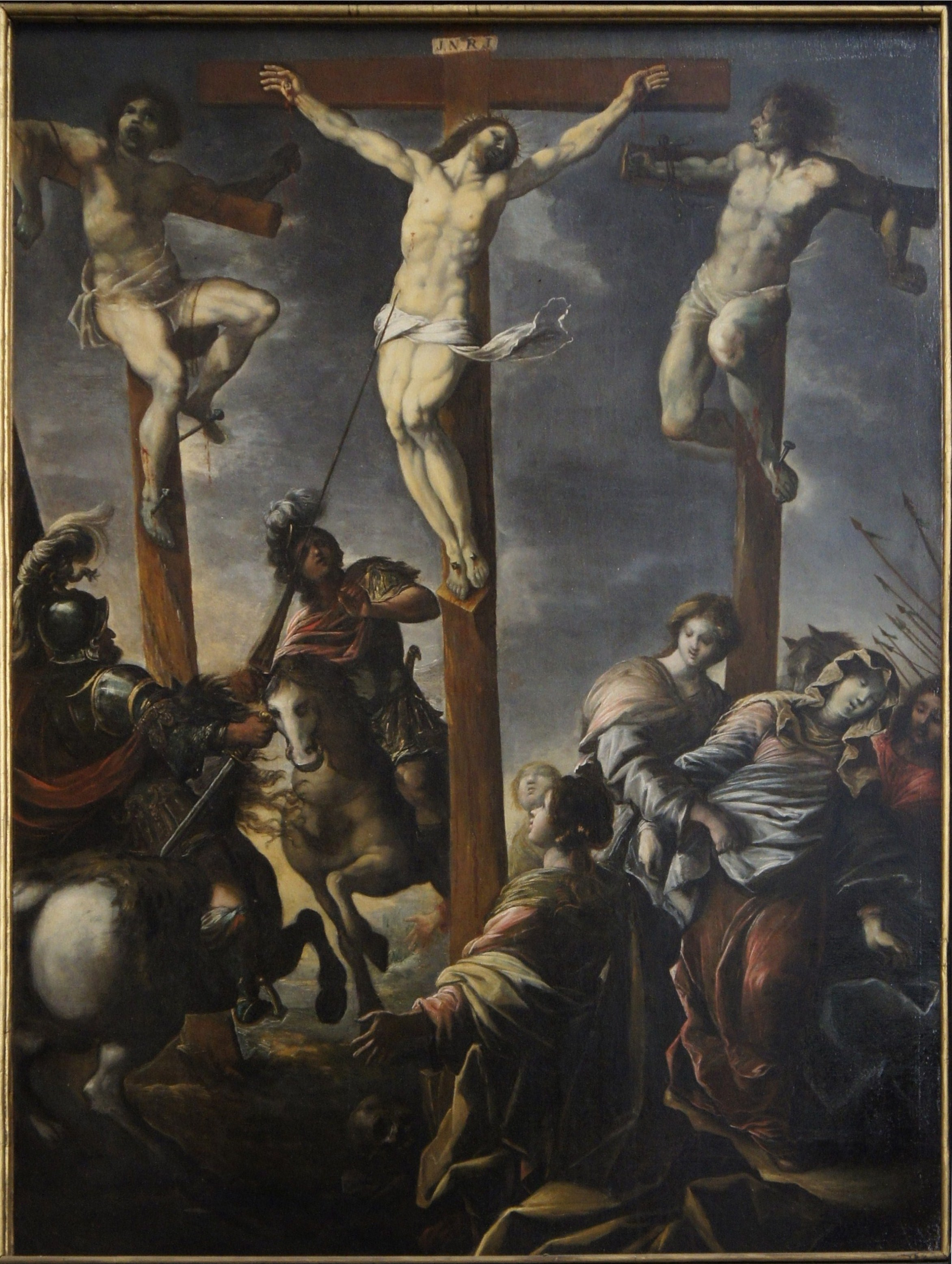
Cristo entre los dos ladrones, Colegiata de Notre-Dame-en-Vaux de Châlons-en-Champagne

Pierre Brébiette (Mantes-la-Jolie, 1598-París, 1650) fue un pintor y grabador francés. 

## Biografía
Destacó más como grabador y dibujante que como pintor. Sus obras destacan por su gran imaginación y fantasía, con afición por las alegorías y las escenas báquicas. Entre sus grabados destacan Canasta de amor, Las bodas de Pirítoo y Reposo de amor. Entre sus dibujos, elaborados generalmente a la sanguina, conviene reseñar: Leyenda de Cycnus (Museo del Louvre, París) y Espectáculo de marionetas (Rijksmuseum, Ámsterdam).